# Cal Gomà (el Canós)
Cal Gomà o Gomar és una casa del Canós, al municipi dels Plans de Sió (Segarra) que forma part de l'Inventari del Patrimoni Arquitectònic de Catalunya.

## Descripció
És una casa situada dins de l'antiga vila closa del poble i situada entre mitgeres de cases. Aquest edifici se'ns presenta de planta rectangular, estructurada en planta baixa, primer i segon pis; i amb coberta exterior a doble vessant. La porta d'ingrés és d'estructura allindada mitjançant una llinda monolítica de pedra picada, on ens apareix una cartel·la amb una data incisa "1776". Destaquem la decoració motllurada present a totes les obertures i a la cornisa superior de la façana principal de l'edifici.
L'obra presenta un parament paredat, així com, l'ús de carreus de pedra del país, a totes les obertures de la façana principal de l'edifici.